# Нільс Ауде Кампхейс
Нільс Ауде Кампхейс (нід. Niels Oude Kamphuis, нар. 14 листопада 1977, Генгело) — нідерландський футболіст, що грав на позиції півзахисника.
Виступав за клуби «Твенте», «Шальке 04» та «Боруссія» (Менхенгладбах), а також національну збірну Нідерландів.

## Клубна кар'єра
Народився 14 листопада 1977 року в місті Генгело. Вихованець футбольної школи клубу НЕО Борне.
У дорослому футболі дебютував 1994 року виступами за команду «Твенте», в якій провів п'ять сезонів, взявши участь у 126 матчах чемпіонату. Більшість часу, проведеного у складі «Твенте», був основним гравцем команди.
Своєю грою за цю команду привернув увагу представників тренерського штабу клубу «Шальке 04», до складу якого приєднався 1999 року. Відіграв за клуб з Гельзенкірхена наступні шість сезонів своєї ігрової кар'єри. Граючи у складі «Шальке» також здебільшого виходив на поле в основному складі команди. У складі «Шальке 04» він двічі виграв Кубок Німеччини та один раз Кубок Інтертото.
Протягом сезону 2005/06 років захищав кольори клубу «Боруссія» (Менхенгладбах), після чого 16 серпня 2006 року Ауде Кампхейс повернувся до рідного «Твенте», де провів один сезон, а потім закінчив кар'єру у віці 29 років через серйозну травму.

## Виступи за збірні
Протягом 1996—2000 років залучався до складу молодіжної збірної Нідерландів, з якою був учасником молодіжних чемпіонатів Європи 1998 та 2000 року.
15 серпня 2001 року провів свій єдиний матч у складі національної збірної Нідерландів в товариській грі проти збірної Англії (2:0) на «Вайт Гарт Лейн», вийшовши на заміну замість Філіпа Коку на 81-й хвилині.
Загалом протягом кар'єри в національній команді, яка тривала 1 рік, провів у її формі 1 матч.

## Досягнення
- Володар Кубка Німеччини: 2000/01, 2001/02
- Володар Кубка Інтертото: 2004